# Redundans
Redundans kallas information som upprepar redan etablerad information utan att tillföra någon ny. Redundant information kallas därför ibland även överskottsinformation. Sådan information spelar dock en viktig roll i många sammanhang för att förtydliga eller säkra information, men kan också ses som något som tar onödig plats eller utgör oönskad upprepning och bör reduceras bort. Ordet används även för tekniska system som av säkerhetsskäl har fler komponenter som kan ersätta varandra vid driftsproblem.

## Exempel på redundans

### Redundans i språket
I vardagligt språk förekommer mycket redundans för att förtydliga eller befästa ett budskap. Att upprepa samma mening flera gånger är en form av redundans då förlust av ord eller förståelse fylls i av nästa upprepning. Detta utnyttjas bl.a. inom reklam. 
Utsagan Lisa är åtta år och tre år äldre än Nisse innehåller ingen redundans, medan Lisa är åtta år. Nisse är fem år. Lisa är tre år äldre än Nisse gör detta. En av meningarna kan tas bort utan att informationen om relationen mellan Lisas och Nisses ålder försvinner.
Orden i språken innehåller också redundans. Till exempel kan man ta bort en del ljud och det går att förstå ändå. Mn kn tll xmpl t brt vklrn (man kan till exempel ta bort vokalerna), och det går att förstå. Det har fördelen vid tal att det är lättare att förstå till exempel om man inte uppfattar alla ljud eller om någon talar dialekt.

### Redundans i lagstiftning
Inom lagstiftning och regelverk försöker man undvika redundans. Två lagar ska inte beskriva samma sak. Det skulle vara större risk för motsägelser och kräva mer arbete för lagstiftarna. Nackdelen är att det blir mer svårläst. Avsaknaden av en regel i en lag kan tolkas som att den inte finns, fast den finns på ett annat ställe.

### Redundans i kommunikation
Redundans är grundläggande inom kommunikationsteori. För att överföra ett meddelande felfritt på en kommunikationskanal med störningar måste redundans tillföras på olika sätt. Ett enkelt men inte så bandbreddseffektivt sätt är att upprepa samma meddelande flera gånger. En variant av detta är begäran av omsändning av felaktiga meddelanden. Ett effektivare sätt är omkodning med s.k. självrättande koder som beroende på längden av tillagd redundans kan rätta ett, två eller flera fel per informationsenhet.

### Redundanta system

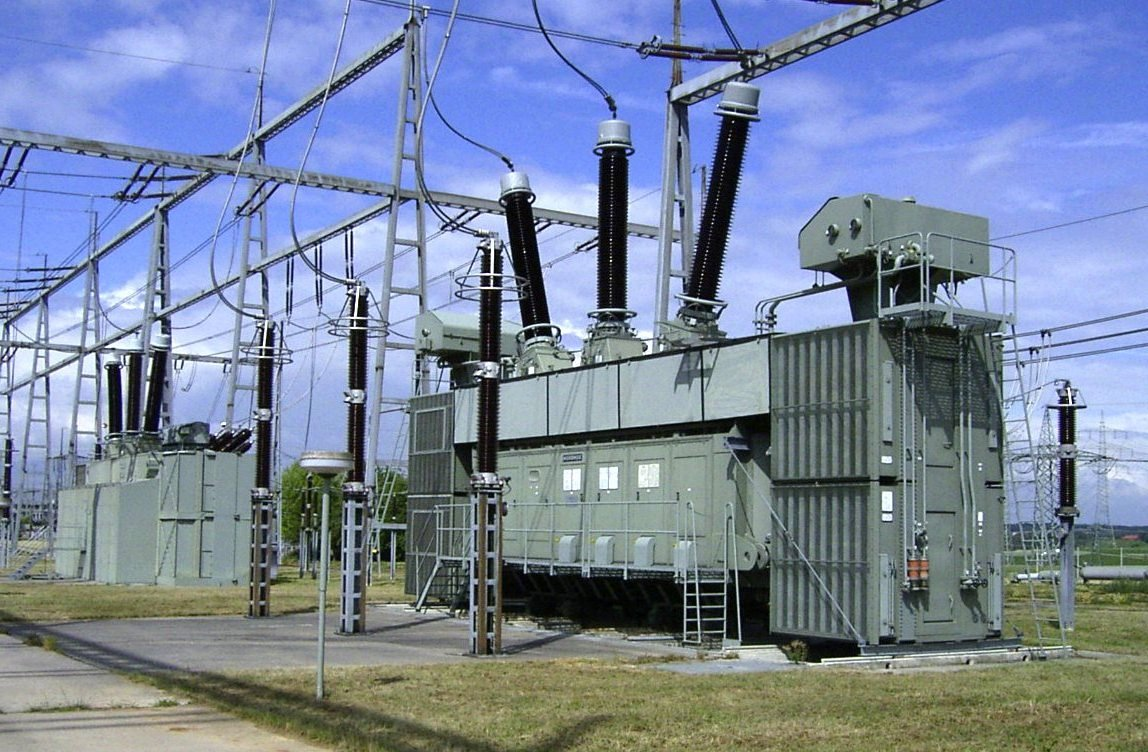
Redundans kan innebära att en station i elnätet har två transformatorer, när en klarar den effekt som behövs matas ut.

Redundans byggs ofta in i system som måste ha hög tillförlitlighet. I datorsystem kan två datorer arbeta parallellt med samma uppgifter och spegla varandra, så att om en av dem havererar så tar den andra över. Vid någon av de tidiga rymdfärderna fick tre datorer lösa samma uppgifter, och för att skydda sig mot programfel var deras program skrivna av tre oberoende team, och om en av datorerna kom fram till ett annat resultat, användes det resultat som två av dem var överens om. Denna redundanta princip brukar kallas "två slår den tredje".
Ett liknande förfarande tillämpas i signalsystemen där datorer som sköter tågklarering. Om datorerna inte ger samma resultat stoppas all trafik.
Backup av data är en annan viktig form av redundans för att skydda mot informationsförlust. En variant av detta är att mellanspara data i nya filer under pågående redigering för att säkra sina senaste ändringar.

#### Redundans enligt SSMFS2008:17
Redundans beskrivs enligt SSMFS 2008:17 (Strålsäkerhetsmyndighetens föreskrifter om konstruktion och utförande av kärnkraftsreaktorer) som "två eller flera alternativa, - identiska eller olika - system eller komponenter som oberoende av varandra utför samma säkerhetsuppgift"

### Redundans i databaser
Vid registrering och underhåll av data är det eftersträvansvärt att samma uppgift bara behöver registreras en gång och bara finnas på ett ställe. Alla platser som behöver uppgiften hämtar den från samma ställe och en förändring där slår igenom överallt. Relationsdatabaser kan byggas redundansfria.